# Tarasivka, Pereiaslav-Hmelnițki
Tarasivka (în ucraineană Тарасівка) este un sat în comuna Uleanivka din raionul Pereiaslav-Hmelnițki, regiunea Kiev, Ucraina.

## Demografie
Componența lingvistică a localității Tarasivka
     Ucraineană (99,31%)
     Alte limbi (0,69%)
Conform recensământului din 2001, majoritatea populației localității Tarasivka era vorbitoare de ucraineană (99,31%), existând în minoritate și vorbitori de alte limbi.